# Jamieson Ridge
Jamieson Ridge ist schmaler, 1,5 km langer und rund 1200 m hoher Gebirgskamm im ostantarktischen Coatsland. In der Shackleton Range ragt er am südwestlichen Ende der Herbert Mountains auf.
Die United States Navy erstellte 1967 Luftaufnahmen dieses Gebirgskamms. Der British Antarctic Survey nahm zwischen 1968 und 1971 Vermessungen vor. Das UK Antarctic Place-Names Committee benannte ihn 1972 nach dem britischen Geologen Thomas Francis Jamieson (1829–1913), der 1865 eine Theorie zur Isostasie entwickelt hatte.